# 櫛引城
櫛引城（くしびきじょう）は、青森県八戸市にあった日本の城。

## 概要
八戸市の櫛引八幡宮から南に2キロメートルの地点にあたる現在の八戸市大字櫛引字館神に存在していた平城。城郭の規模は横600メートル、縦1400メートルである。跡地には櫛引薬師如来堂がある。
馬淵川の東の岸に接する丘陵の上にあり、西は断崖に、他の三方は支谷という地形になっている。地形に恵まれた堅牢な要害だが、出丸の強度が低いことと、南方が丘陵続きになっていることが弱点であった。この弱点を補う為に、城の南方には一族の支城が築造されていた。

## 構造
城の周辺の道には、坂牛を経由して根城へ続く本道、通清水から鴨平を経由して南郷村嶋守へ続く嶋守道、矢倉、福田を経由して名久井へ続く名久井道があった。城下町は通清水と城を繋ぐ道路の途中に並んでいた。
遺構はチャシ形式の本郭、侍屋敷などを含む外郭、堀を挟んで本郭の北の高台にある「今館」と呼ばれた出丸の三つに大別される。出丸の北方には現在は埋めたてられてしまったが掘割があったと言われる。

## 歴史
築城年間は不明。櫛引氏の居城。
最初は根城南部氏に仕えていたが、南部守行の統治の頃には三戸南部氏を主と仰いでいた。永禄10年（1567年）、櫛引氏が八戸政栄の留守中にその所領を侵略し、近隣に放火したため、元亀2年（1571年）、八戸氏の軍勢によって櫛引城は攻撃を受けた。東政勝が櫛引氏を支援したものの、櫛引勢は降伏した。
天正19年（1591年）の九戸政実の乱に際し、当主櫛引清長と弟清政は九戸方に加担し、浅水城・苫米地城・根城・是川館の諸城館を攻撃したあとに九戸城に入城するが、豊臣秀次に率いられた奥州再仕置軍によって打ち取られ、清長は戦死、清政は九戸政実とともに降伏し、三迫松尾村で斬首されて櫛引氏は滅亡、櫛引城もまた根城南部氏の攻撃を受けて敗れ去った。
天正20年（1592年）の『諸城破却書上』には「櫛引 平城 破 代官 桜庭 将監」とあり破却された。